# Aeropuerto Internacional LA/Ontario
El Aeropuerto Internacional LA/Ontario (del inglés: LA/Ontario International Airport) (IATA: ONT, OACI: KONT, FAA LID: ONT), (anteriormente como Aeropuerto Internacional de Ontario) es un aeropuerto público localizado a dos millas (3 km) al este del Distrito Financiero Central (CBD) de Ontario, una ciudad en el condado de San Bernardino, California, Estados Unidos.  Este aeropuerto es operado y propiedad de Los Ángeles World Airports, una agencia de la Ciudad de Los Ángeles. En 2008, 6.2 millones de pasajeros usaron el aeropuerto, un declive del 13.5 % comparado al 2007.

## Terminales
El Aeropuerto Internacional de LA / Ontario cuenta con tres terminales. El esquema de numeración de terminales está diseñado para adaptarse al crecimiento futuro. El plan maestro del aeropuerto cuenta con cinco terminales a espaciarse en las inmediaciones de las terminales existentes 2 y 4. La "terminal internacional" (que es un pequeño edificio diseñado principalmente para separar los pasajeros internacionales que llegan para pasar la aduana) sería derribada para ser parte de la nueva Terminal 1. Un terminal se dedicaría exclusivamente a Southwest Airlines y la otra a United Airlines, mientras que las otras aerolíneas compartirán los terminales restantes.
La Terminal 2 tiene 24,600 m² y 12 puertas (201-212). La Terminal 4 tiene 24,600 m² y 14 puertas (401-414). La terminal internacional tiene 2 puertas.
El Aeropuerto de Ontario antiguamente tenía otras dos terminales: la terminal principal y una pequeña terminal para Delta Air Lines y SkyWest Airlines. Las viejas terminales están al oeste de las terminales existentes. La antigua torre de control se sigue utilizando como una torre auxiliar. El diseño anterior era del tipo tradicional con sólo una puerta con pasarela de acceso a aeronaves; las nuevos terminales utilizan el sistema de pasarela telescópica moderna. Las viejas terminales albergan actualmente la administración y el USO. Las viejas terminales serán demolidas cuando se construya la nueva Terminal 1.
El estacionamiento remoto se encuentra en el extremo este del aeropuerto (se mudó de su antigua ubicación en el extremo oeste). El extremo este es un centro de transporte terrestre que consolida las empresas de alquiler de coches en una ubicación central. Un autobús circula el aeropuerto y ofrece conexiones a cada una de las terminales, la zona de alquiler de coches, estacionamientos remotos y paradas de transporte público.
La aviación general se encuentra en el lado sur del aeropuerto, aunque la mayoría de los pilotos de aviación general tienden a utilizar una serie de aeropuertos cercanos: el Aeropuerto  de Redlands, el Aeropuerto de Chino, el Aeropuerto Brackett en La Verne, el Aeropuerto Cable de Upland o el Aeropuerto Municipal de Rialto.

## Aerolíneas y destinos

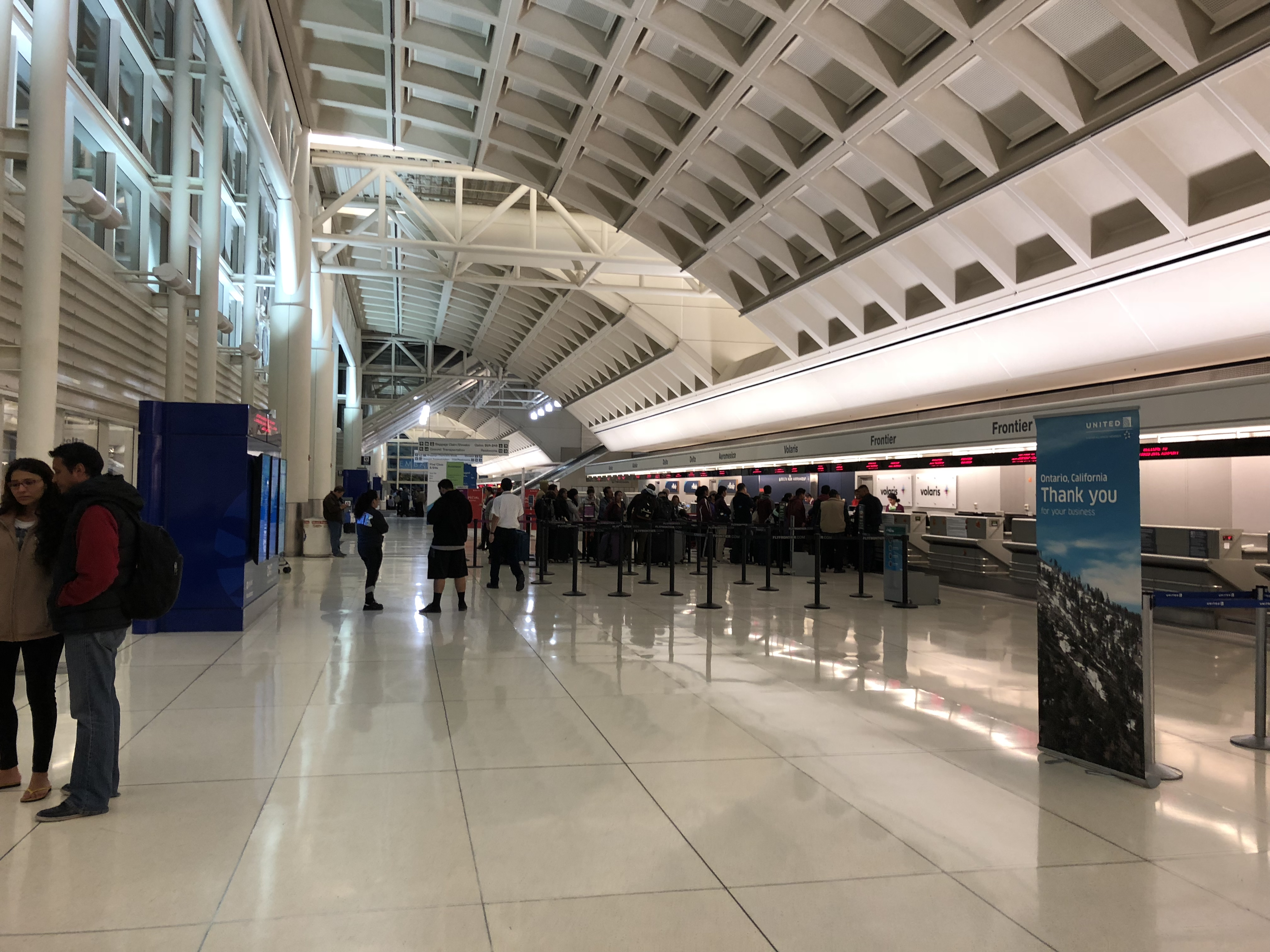
Mostradores de la Terminal 2 del aeropuerto.

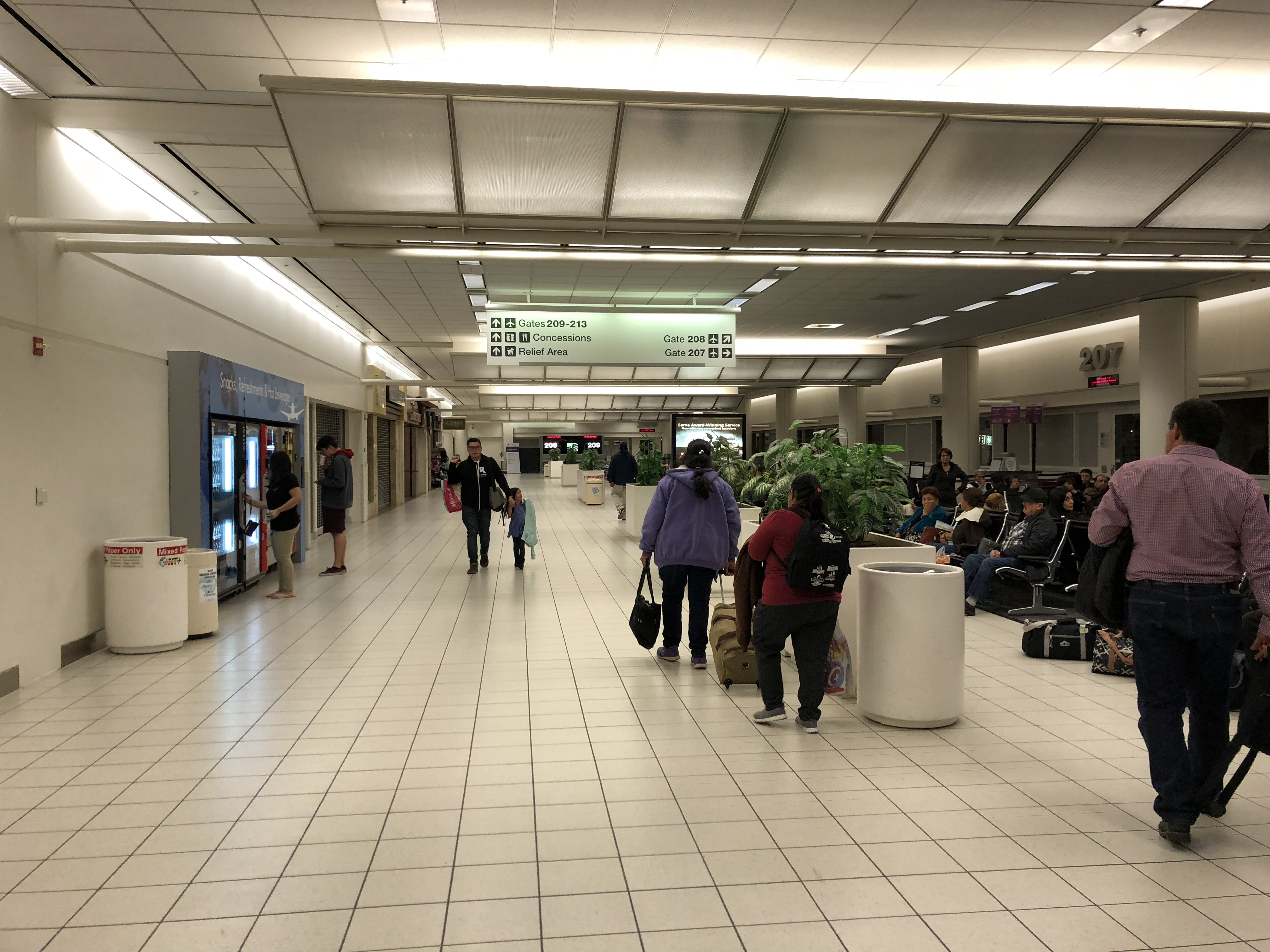
Pasillo principal de la Terminal 2 del aeropuerto.

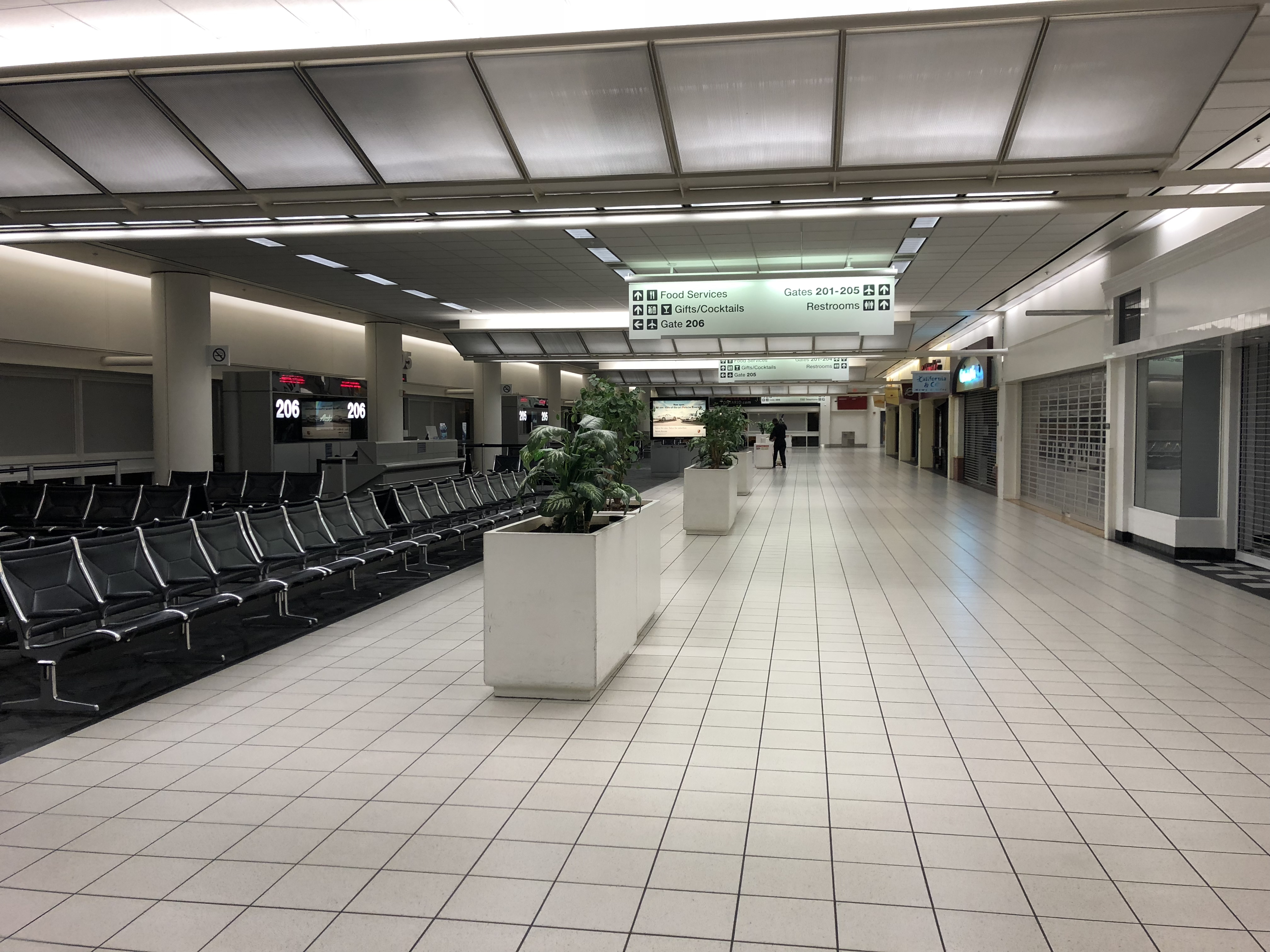
Terminal 2 del aeropuerto.

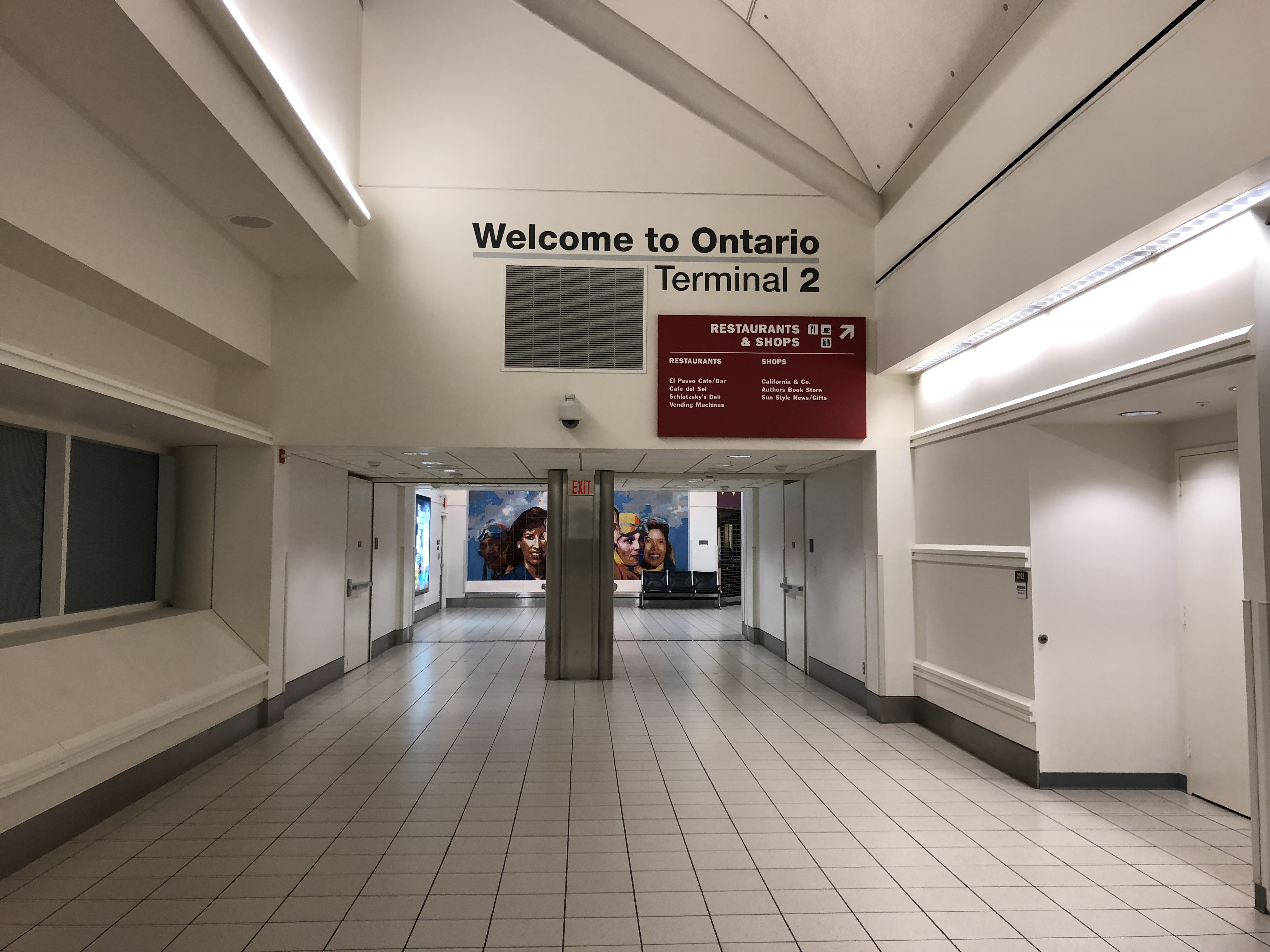
Terminal 2 del aeropuerto.

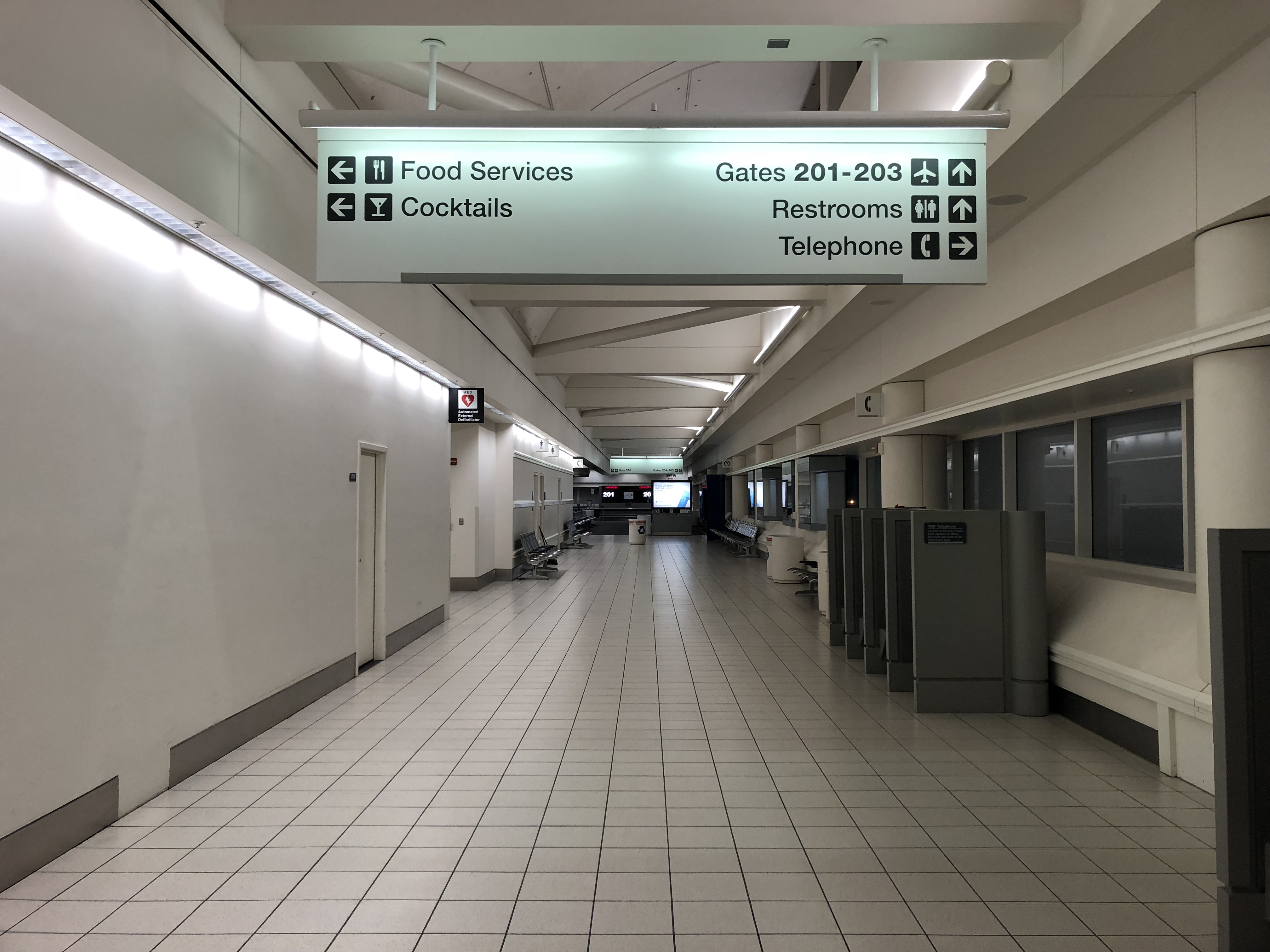
Terminal 2 del aeropuerto.

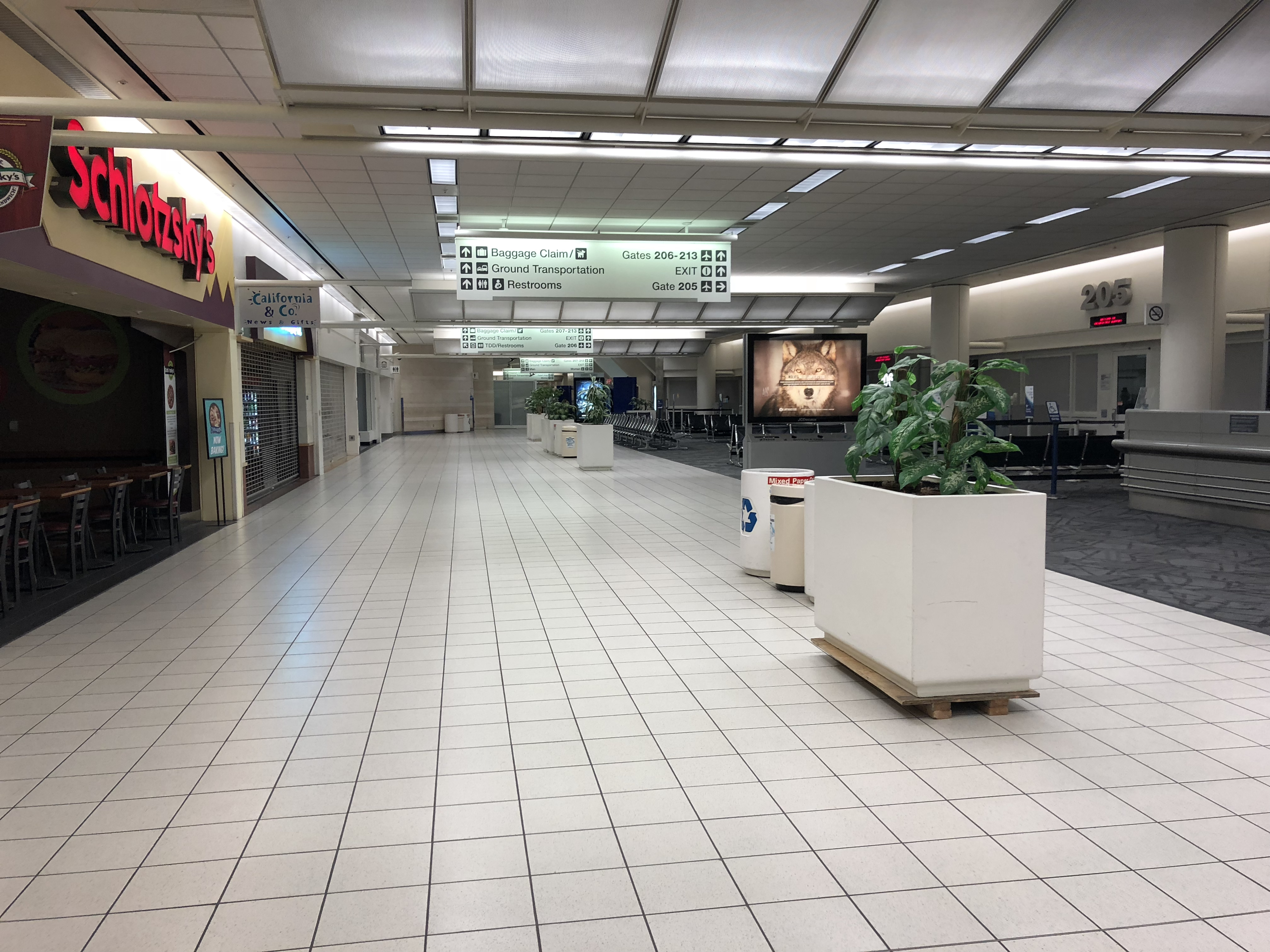
Terminal 2 del aeropuerto.

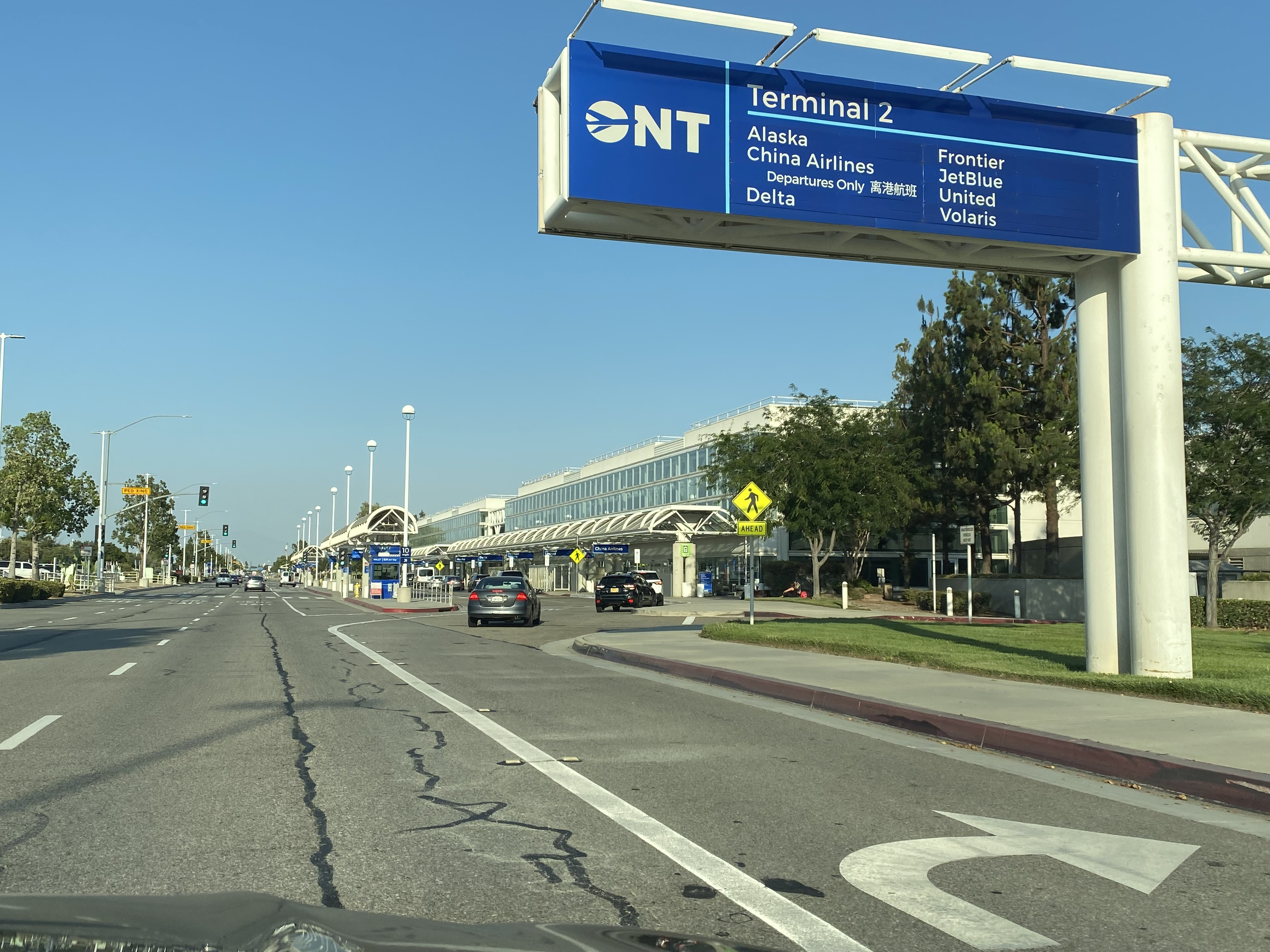
Exterior de la Terminal 2 del aeropuerto.

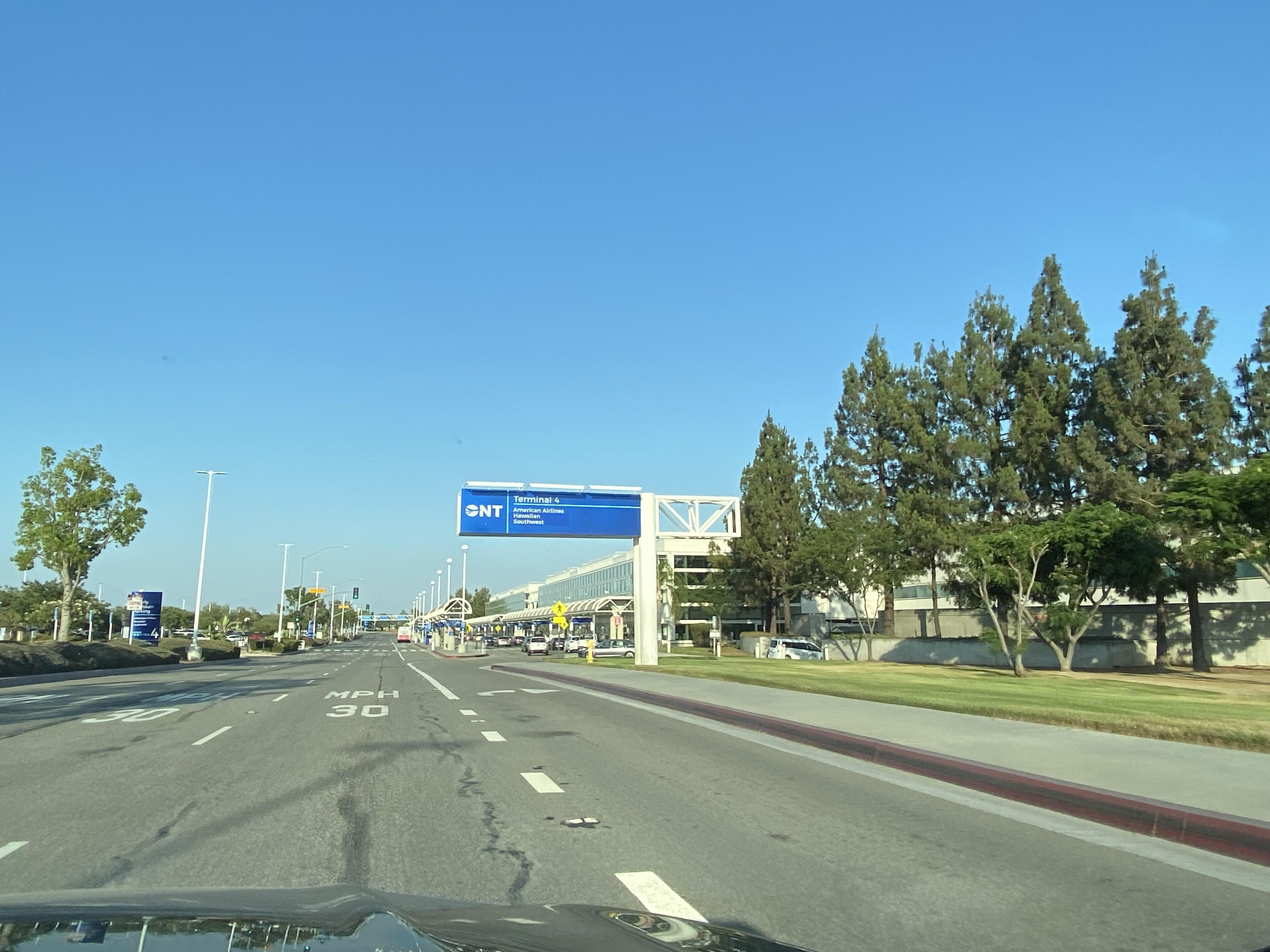
Exterior de la Terminal 4 del aeropuerto..

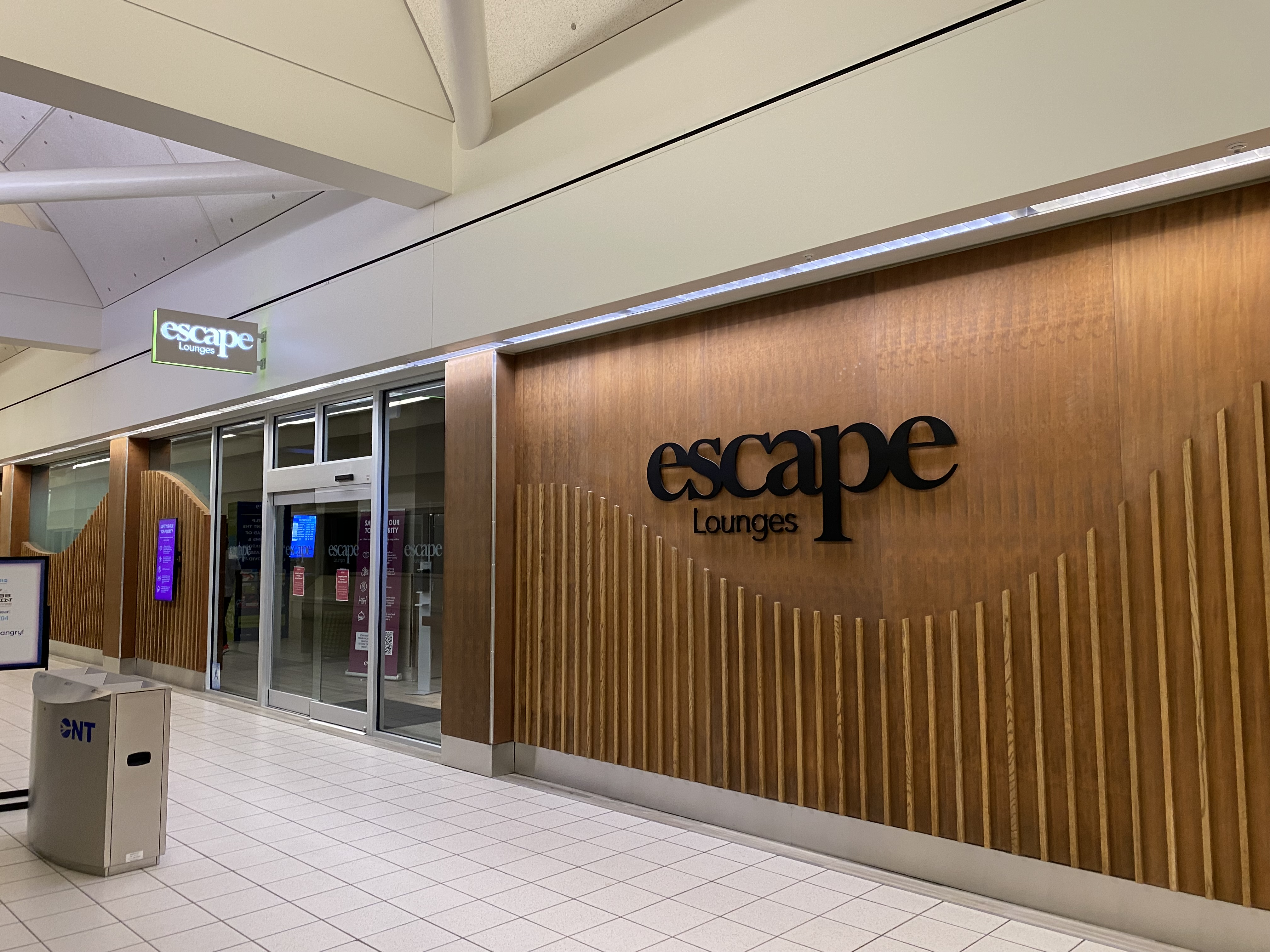
Scape Lounge en el aeropuerto.

### Pasajeros
| Aerolíneas          | Destinos | Terminal |
| ------------------- | --- | -------- |
| Alaska Airlines     | Boise (inicia el 7 de enero de 2026), Honolulu, Portland (OR), Seattle/Tacoma                                                                       | 2        |
| American Airlines   | Charlotte, Dallas/Fort Worth, Phoenix–Sky Harbor | 4        |
| American Eagle      | Phoenix–Sky Harbor | 4        |
| Avianca El Salvador | San Salvador | 2        |
| China Airlines      | Taipéi–Taoyuan | 2        |
| Delta Air Lines     | Atlanta, Salt Lake City | 2        |
| Delta Connection    | Salt Lake City, Seattle/Tacoma | 2        |
| Frontier Airlines   | Denver, Houston-Intercontinental, Las Vegas, San Francisco, Seattle/Tacoma Estacional: Dallas/Fort Worth                                            | 2        |
| JetBlue Airways     | Estacional: Nueva York–JFK | 2        |
| Southwest Airlines  | Austin, Baltimore, Chicago-Midway, Dallas–Love, Denver, Houston–Hobby, Las Vegas, Nashville, Oakland, Phoenix–Sky Harbor, Sacramento, San José (CA) | 4        |
| StarLux Airlines    | Taipéi–Taoyuan | 4        |
| United Airlines     | Chicago–O'Hare, Denver, Houston–Intercontinental, San Francisco                                                                                     | 2        |
| United Express      | San Francisco | 2        |
| Volaris             | Guadalajara, León/Del Bajío, Morelia, San José del Cabo                                                                                             | 2        |

### Carga
Ontario es un importante centro de enlace para el suroeste de UPS. Más de 200 pilotos están basados en el centro de Ontario. LA/ONT es el centro UPS Región Occidental, tanto para las operaciones aéreas y de transporte por carretera dentro de una región de 13 estados. Además de servir el tráfico intrarregional, enlaza al centro aéreo mundial de UPS en Louisville. El centro de Ontario procesa paquetes entrantes UPS Siguiente Día por aire y UPS 2 días por aire con destino a los condados de Los Ángeles, San Bernardino, Orange, San Diego, Riverside y Ventura. Se ofrece servicio de entrega de paquetes de salida desde los hogares y negocios en el Inland Valley para la entrega a destinos de todo el mundo. ONT sirve como puerta de entrada para vuelos de carga de UPS desde y hacia China. Las instalaciones de Ontario distribuyen la mayoría de los paquetes internacionales de UPS con destino a la Cuenca del Pacífico. Cuatro de los seis vuelos semanales directos volados por UPS a China se originan en el centro de conexiones de Ontario.
| Aerolíneas             | Destinos |
| ---------------------- | --- |
| Alpine Air Express     | Estacional: Oxnard |
| Amazon Air             | Atlanta, Austin, Baltimore, Charlotte, Chicago/Rockford, Cincinnati, Dallas/Fort Worth, Denver, Fort Worth/Alliance, Hartford, Honolulu, Kailua–Kona, Lakeland (FL), Lihue, Miami, Mineápolis/St. Paul, Portland (OR), San Luis, Seattle/Tacoma, Wilmington (OH) |
| Ameriflight            | Bakersfield, Blythe, Burbank, Fresno, Imperial/El Centro, Lancaster, Mojave, Oxnard, Palm Springs, San Diego, San Luis Obispo, Tijuana, Visalia |
| Amerijet International | Filadelfia, Miami, San Juan |
| Asia Pacific Airlines  | Greensboro Estacional: Portland (OR), Seattle–Boeing |
| Atlas Air              | Baltimore, Cincinnati, Fort Worth/Alliance, Kahului, Kailua-Kona |
| FedEx Express          | El Paso, Fort Worth/Alliance, Honolulu, Indianápolis, Kansas City, Los Ángeles, Memphis, Newark, Oakland, Portland (OR), Reno/Tahoe, Sacramento, Salt Lake City, San Diego, Seattle/Tacoma |
| FedEx Feeder           | Bakersfield, Bishop, Imperial/El Centro, Inyokern, Palmdale, San Diego, San Luis Obispo, Santa Bárbara, Santa María |
| Kalitta Air            | Estacional: Honolulu, Filadelfia, Sacramento-Mather |
| UPS Airlines           | Albuquerque, Anchorage, Billings, Boise, Chicago/Rockford, Columbia (SC), Dallas/Fort Worth, Denver, Des Moines, El Paso, Fargo, Filadelfia, Fort Lauderdale, Fresno, Hartford, Hong Kong, Honolulu, Houston–Intercontinental, Kahului, Kailua–Kona, Los Ángeles, Louisville, Miami, Newark, Nueva York–JFK, Oakland, Omaha, Orlando, Phoenix–Sky Harbor, Portland (OR), Providence, Raleigh/Durham, Reno/Tahoe, Sacramento-Mather, Salt Lake City, San Bernardino, San Diego, Seattle-Boeing, Sioux Falls, Spokane, Tokio-Narita Estacional: Lansing, Mánchester (NH), Mineápolis/St. Paul |

### Destinos nacionales
Se brinda servicio a 23 ciudades dentro del país a cargo de 10 aerolíneas.
| Destinos nacionales del Aeropuerto de Ontario ONT AUS ATL BWI CLT ORD MDW DFW DAL DEN IAH HNL HOU LAS BNA JFK OAK PHX PDX SMF SLC SFO SJC SEA | Destinos nacionales del Aeropuerto de Ontario ONT AUS ATL BWI CLT ORD MDW DFW DAL DEN IAH HNL HOU LAS BNA JFK OAK PHX PDX SMF SLC SFO SJC SEA | Destinos nacionales del Aeropuerto de Ontario ONT AUS ATL BWI CLT ORD MDW DFW DAL DEN IAH HNL HOU LAS BNA JFK OAK PHX PDX SMF SLC SFO SJC SEA | Destinos nacionales del Aeropuerto de Ontario ONT AUS ATL BWI CLT ORD MDW DFW DAL DEN IAH HNL HOU LAS BNA JFK OAK PHX PDX SMF SLC SFO SJC SEA | Destinos nacionales del Aeropuerto de Ontario ONT AUS ATL BWI CLT ORD MDW DFW DAL DEN IAH HNL HOU LAS BNA JFK OAK PHX PDX SMF SLC SFO SJC SEA | Destinos nacionales del Aeropuerto de Ontario ONT AUS ATL BWI CLT ORD MDW DFW DAL DEN IAH HNL HOU LAS BNA JFK OAK PHX PDX SMF SLC SFO SJC SEA | Destinos nacionales del Aeropuerto de Ontario ONT AUS ATL BWI CLT ORD MDW DFW DAL DEN IAH HNL HOU LAS BNA JFK OAK PHX PDX SMF SLC SFO SJC SEA | Destinos nacionales del Aeropuerto de Ontario ONT AUS ATL BWI CLT ORD MDW DFW DAL DEN IAH HNL HOU LAS BNA JFK OAK PHX PDX SMF SLC SFO SJC SEA | Destinos nacionales del Aeropuerto de Ontario ONT AUS ATL BWI CLT ORD MDW DFW DAL DEN IAH HNL HOU LAS BNA JFK OAK PHX PDX SMF SLC SFO SJC SEA | Destinos nacionales del Aeropuerto de Ontario ONT AUS ATL BWI CLT ORD MDW DFW DAL DEN IAH HNL HOU LAS BNA JFK OAK PHX PDX SMF SLC SFO SJC SEA |
| Destinos | Southwest Airlines | Frontier Airlines | United Airlines | American Airlines | Delta Air Lines | Alaska Airlines | Otra | # | |
| --- | --- | --- | --- | --- | --- | --- | --- | --- | --- |
| Atlanta (ATL) | | | | | • | | | 1 | |
| Austin (AUS) | • | | | | | | | 1 | |
| Baltimore (BWI) | • | | | | | | | 1 | |
| Charlotte (CLT) | | | | • | | | | 1 | |
| Chicago (ORD) | | | • | | | | | 1 | |
| Chicago (MDW) | • | | | | | | | 1 | |
| Dallas (DFW) | | • | | • | | | | 2 | |
| Dallas (DAL) | • | | | | | | | 1 | |
| Denver (DEN) | • | • | • | | | | | 3 | |
| Honolulu (HNL) | | | | | | • | | 1 | |
| Houston (IAH) | | • | • | | | | | 2 | |
| Houston (HOU) | • | | | | | | | 1 | |
| Las Vegas (LAS) | • | • | | | | | | 2 | |
| Nashville (BNA) | • | | | | | | | 1 | |
| Nueva York (JFK) | | | | | | | JetBlue Airways | 1 | |
| Oakland (OAK) | • | | | | | | | 1 | |
| Phoenix (PHX) | • | | | • | | | | 2 | |
| Portland (PDX) | | | | | | • | | 1 | |
| Sacramento (SMF) | • | | | | | | | 1 | |
| Salt Lake City (SLC) | | | | | • | | | 1 | |
| San Francisco (SFO) | | • | • | | | | | 2 | |
| San José (SJC) | • | | | | | | | 1 | |
| Seattle (SEA) | | • | | | • | • | | 3 | |
| Total | 12 | 6 | 4 | 3 | 3 | 3 | 1 | 23 | |

### Destinos internacionales

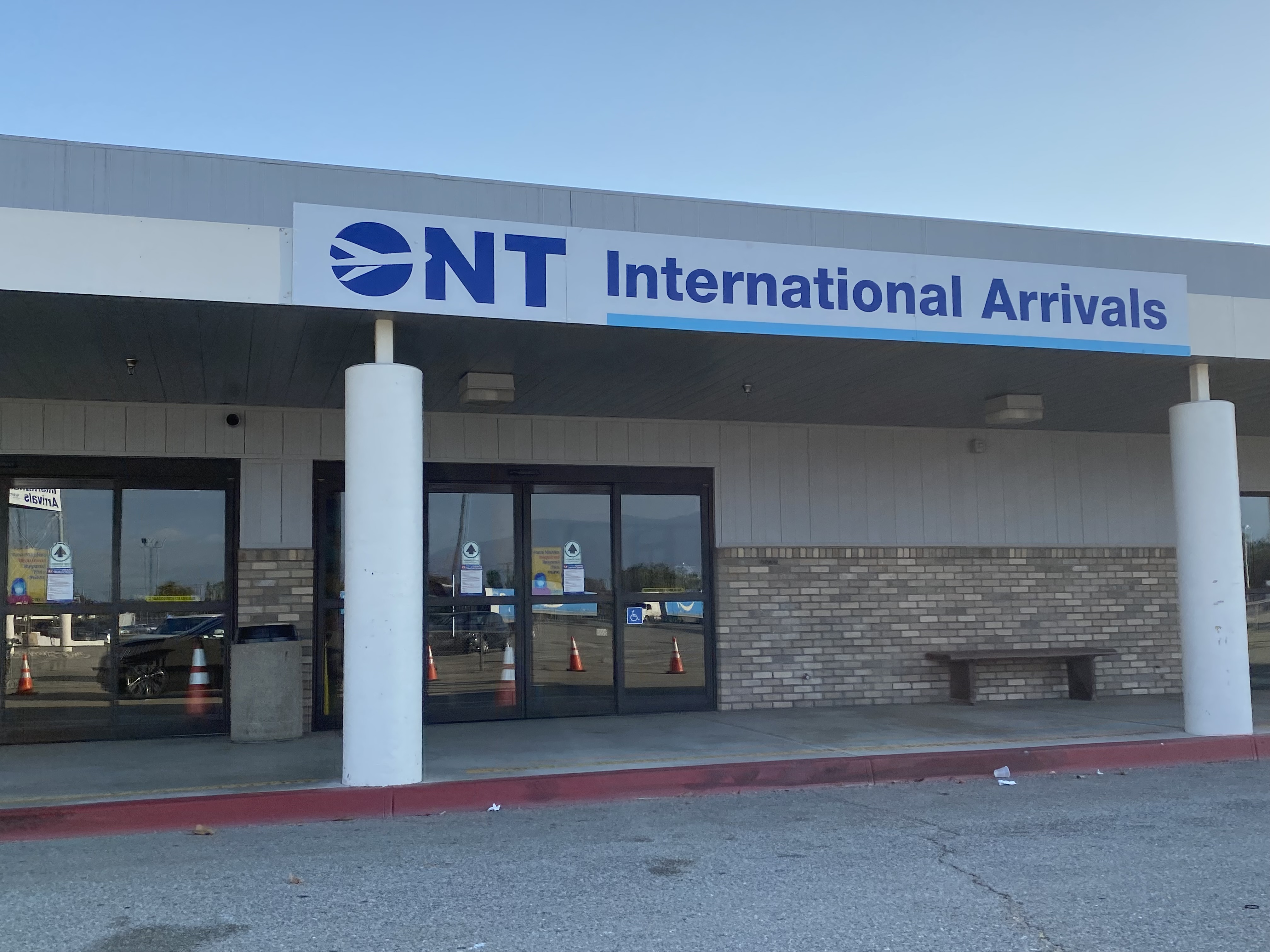
Llegadas Internacionales del aeropuerto.

Se ofrece servicio a 6 destinos internacionales, a cargo de 4 aerolíneas.
| Ciudades por países                          | Nombre del aeropuerto                                | Aerolíneas                        |              |              |
| Norteamérica                                 | Norteamérica                                         | Norteamérica                      | Norteamérica | Norteamérica |
| -------------------------------------------- | ---------------------------------------------------- | --------------------------------- | ------------ | ------------ |
| México (4 destinos, 1 aerolínea)             |                                                      |                                   |              |              |
| Guadalajara                                  | Aeropuerto Internacional de Guadalajara              | Volaris                           |              |              |
| León                                         | Aeropuerto Internacional del Bajío                   | Volaris                           |              |              |
| Morelia                                      | Aeropuerto Internacional General Francisco J. Múgica | Volaris                           |              |              |
| San José del Cabo                            | Aeropuerto Internacional de Los Cabos                | Volaris                           |              |              |
| Centroamérica                                |                                                      |                                   |              |              |
| El Salvador (1 destino, 1 aerolínea)         |                                                      |                                   |              |              |
| San Salvador                                 | Aeropuerto Internacional de El Salvador              | Avianca El Salvador               |              |              |
| Asia                                         |                                                      |                                   |              |              |
| República de China (1 destino, 2 aerolíneas) |                                                      |                                   |              |              |
| Taipéi                                       | Aeropuerto Internacional de Taiwán Taoyuan           | China Airlines / StarLux Airlines |              |              |
| Total: 6 destinos, 3 países, 4 aerolíneas    |                                                      |                                   |              |              |

## Estadísticas

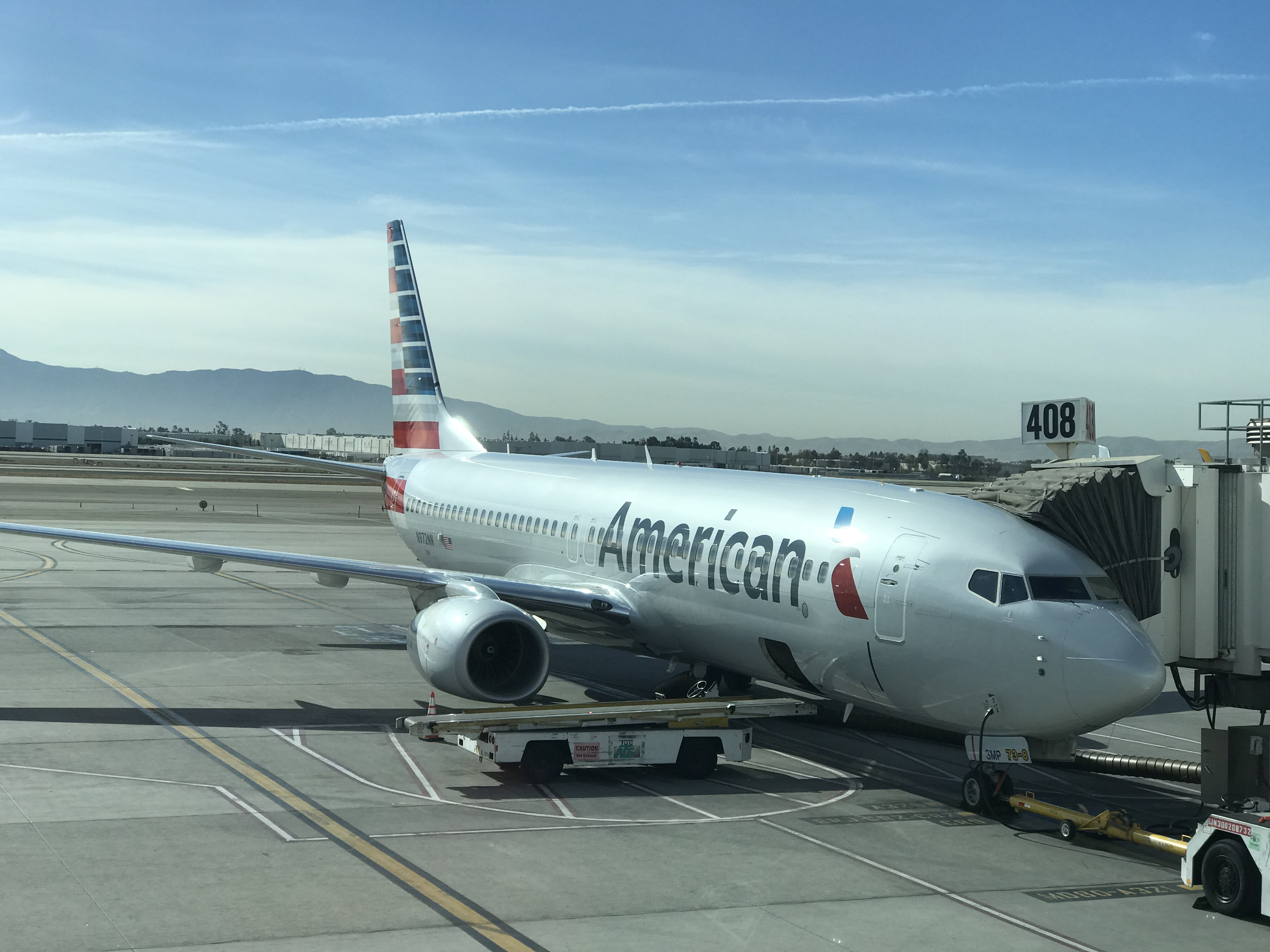
Boeing 737-800 de American Airlines en el aeropuerto.

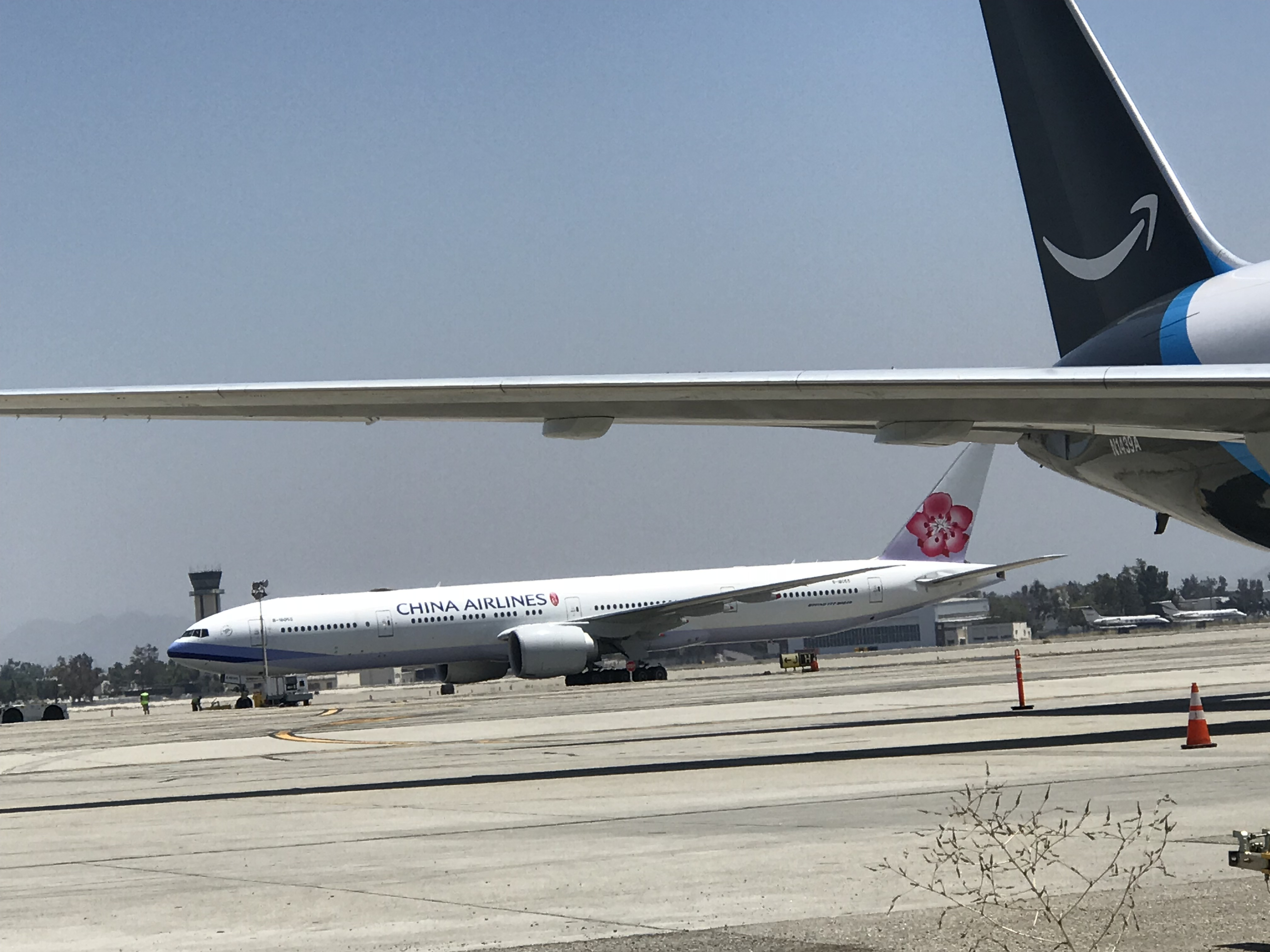
Boeing 777-300ER (B18055) de China Airlines llegando al aeropuerto.

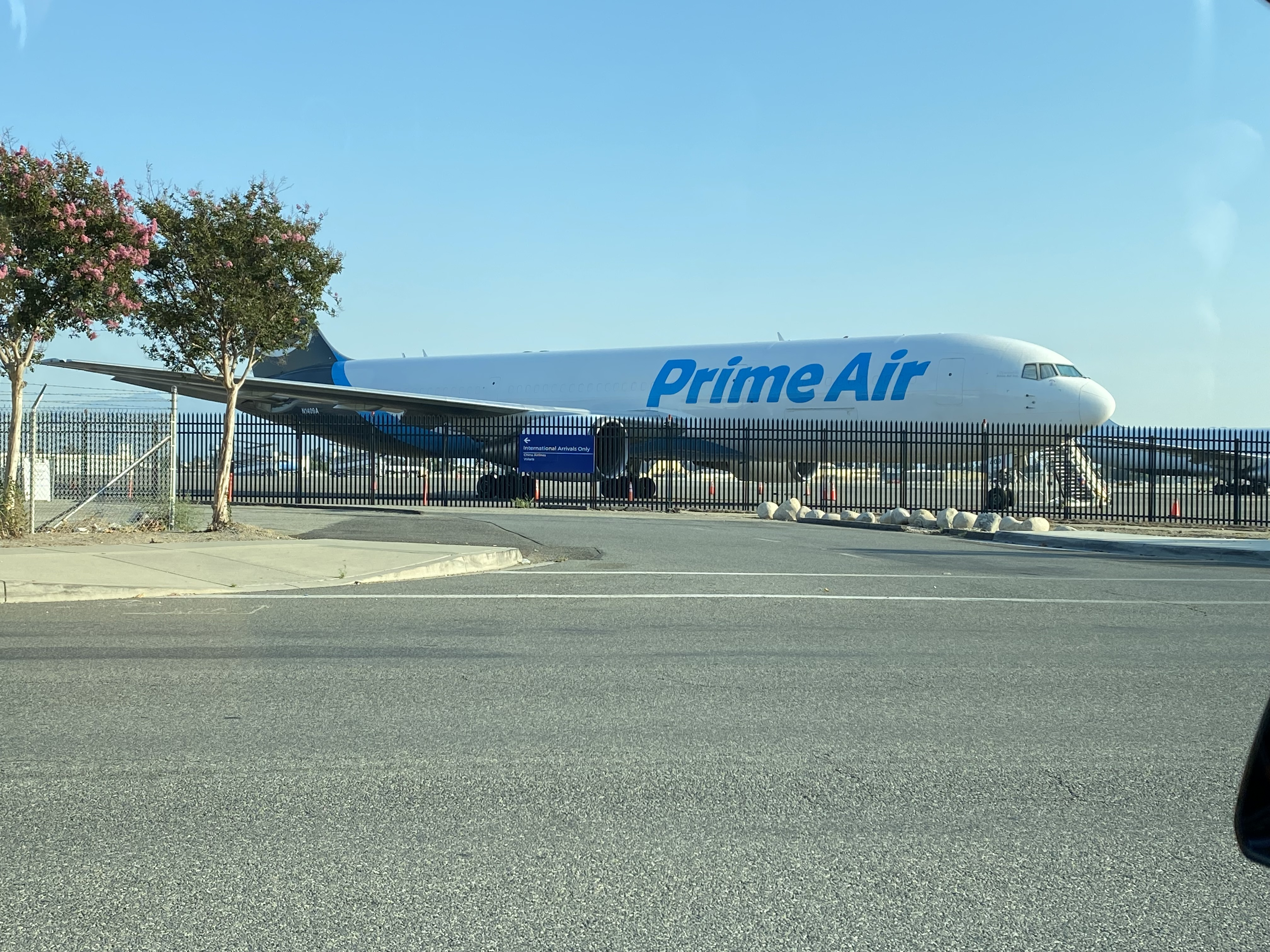
Boeing 767-300F de Amazon Prime Air en el aeropuerto.

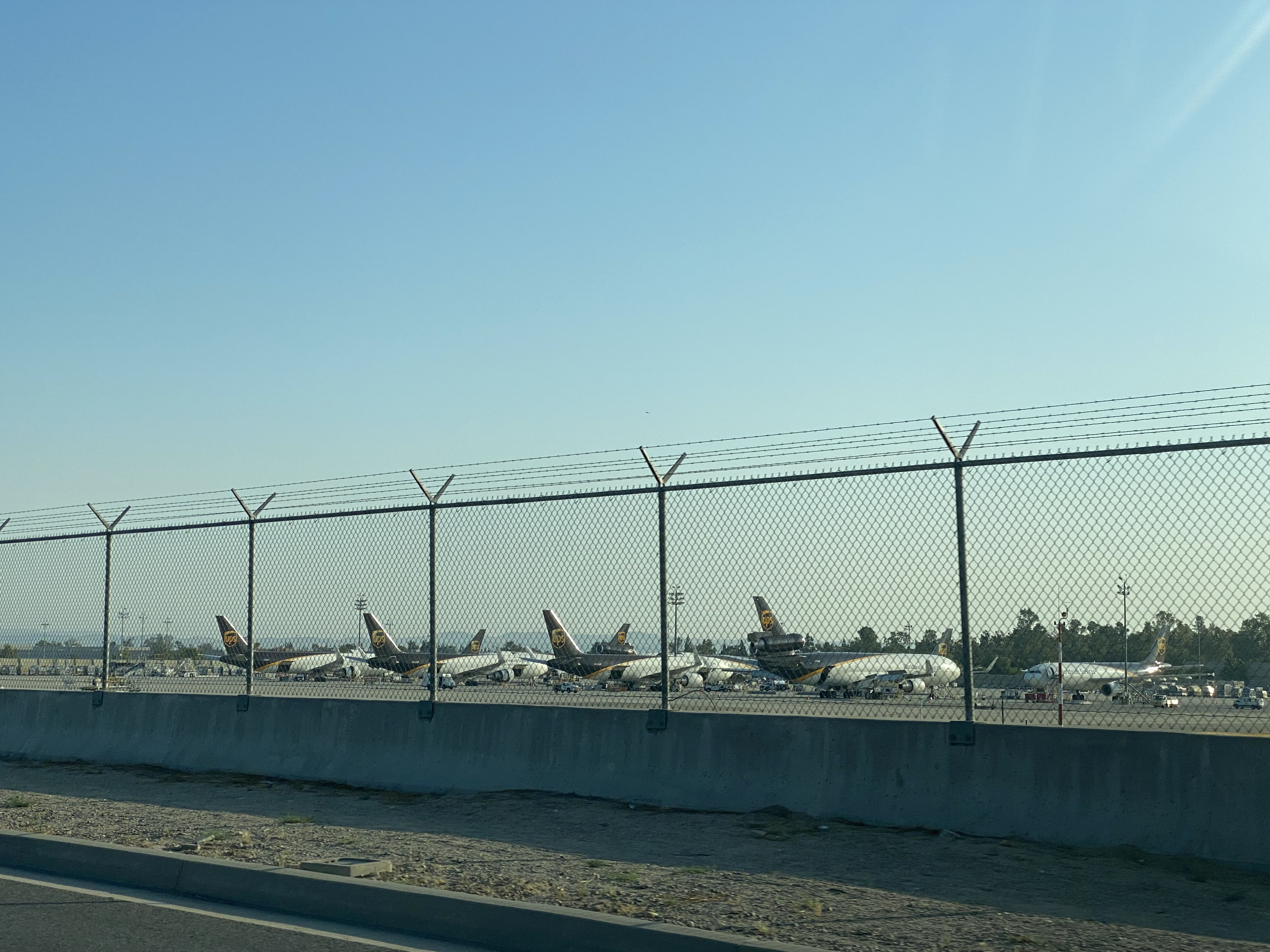
Aviones de UPS Airlines en la terminal de carga del aeropuerto.

### Rutas más transitadas
| Número | Ciudad                    | Pasajeros | Aerolínea                                                                |
| ------ | ------------------------- | --------- | ------------------------------------------------------------------------ |
| 1      | Dallas, Texas             | 393,000   | American Airlines, Frontier Airlines                                     |
| 2      | Denver, Colorado          | 390,000   | Southwest Airlines, Frontier Airlines, United Airlines, United Express   |
| 3      | Phoenix, Arizona          | 357,000   | American Airlines, American Eagle, Frontier Airlines, Southwest Airlines |
| 4      | Las Vegas, Nevada         | 324,000   | Frontier Airlines, Southwest Airlines                                    |
| 5      | Seattle, Washington       | 284,000   | Alaska Airlines, Delta Air Lines                                         |
| 6      | Sacramento, California    | 220,000   | Frontier Airlines, Southwest Airlines                                    |
| 7      | Atlanta, Georgia          | 160,000   | Frontier Airlines, Delta Air Lines                                       |
| 8      | Oakland, California       | 154,000   | Southwest Airlines                                                       |
| 9      | San Francisco, California | 145,000   | Frontier Airlines, United Airlines, United Express                       |
| 10     | Salt Lake City, Utah      | 147,000   | Delta Air Lines, Delta Connection                                        |

| Número | Ciudad                    | Pasajeros | Aerolínea                                |
| ------ | ------------------------- | --------- | ---------------------------------------- |
| 1      | Taipéi, Taiwán            | 208,400   | China Airlines                           |
| 2      | Guadalajara, México       | 166,411   | Volaris                                  |
| 3      | San Salvador, El Salvador | 64,085    | Avianca El Salvador, Volaris El Salvador |

### Tráfico anual
| Año  | Pasajeros | Año  | Pasajeros | Año  | Pasajeros | Año  | Pasajeros |
| ---- | --------- | ---- | --------- | ---- | --------- | ---- | --------- |
| 1992 | 6,121,623 | 2002 | 6,516,858 | 2012 | 4,318,994 | 2022 | 5,740,593 |
| 1993 | 6,192,035 | 2003 | 6,547,877 | 2013 | 3,969,974 | 2023 | 6,430,033 |
| 1994 | 6,386,000 | 2004 | 6,937,337 | 2014 | 4,127,278 | 2024 | 7,084,864 |
| 1995 | 6,405,097 | 2005 | 7,213,528 | 2015 | 4,209,311 |      |           |
| 1996 | 6,252,838 | 2006 | 7,049,904 | 2016 | 4,217,366 |      |           |
| 1997 | 6,300,862 | 2007 | 7,207,150 | 2017 | 4,552,225 |      |           |
| 1998 | 6,434,858 | 2008 | 6,232,761 | 2018 | 5,115,894 |      |           |
| 1999 | 6,578,005 | 2009 | 4,886,695 | 2019 | 5,583,732 |      |           |
| 2000 | 6,756,086 | 2010 | 4,808,241 | 2020 | 2,538,482 |      |           |
| 2001 | 6,702,400 | 2011 | 4,551,875 | 2021 | 4,496,592 |      |           |

## Aeropuertos cercanos
Los aeropuertos más cercanos son:
- Aeropuerto John Wayne (48km)
- Aeropuerto de Long Beach (56km)
- Aeropuerto de Hollywood Burbank (70km)
- Aeropuerto Internacional de Los Ángeles (74km)
- Aeropuerto Internacional de Palm Springs (105km)